# Legione straniera
Una legione straniera è un corpo militare composto in gran parte da stranieri che non sono di norma sudditi del re o cittadini della nazione. Poiché i suoi componenti sono sempre in servizio, non ha la stessa struttura di un reggimento. La locuzione legione straniera fa in genere riferimento alla più famosa Legione straniera francese.

## Storia
Originariamente venne istituita da un monarca, ad esempio il Regno Unito con la Legione Tedesca del Re, ebbe questo tipo di legione in epoca antecedente al XIX secolo. Anche gli Stati italiani preunitari ebbero corpi militari composti da stranieri. Le uniche due rimaste al giorno d'oggi sono quelle di Francia (Légion étrangère) e Spagna (Legión Española). Dal 27 febbraio 2022 è attiva la Legione internazionale di difesa territoriale dell'Ucraina. 